# Vampyros Lesbos
Pour plus de détails, voir Fiche technique et Distribution.
Vampyros Lesbos ou Sexualité Spéciale ou L'Héritière de Dracula (Las vampiras) est un film érotico-horrifique hispano-allemand coécrit et réalisé par Jesús Franco, sorti en 1971.

## Synopsis
Jeune avocate pour un cabinet d'assurance, Linda est hantées par des rêves érotiques saphiques dans lesquels elle est charmée par une superbe femme qui lui procure d'intenses orgasmes. Elle fait part de ses fantasmes à son psychiatre, le docteur Steiner. Un jour, elle doit se rendre sur une île d'Anatolie pour régler une succession. Accompagnée de son amant Omar, ils passent une soirée dans un cabaret d'Istanbul où ils assistent à un numéro de cabaret lascif où une magnifique danseuse brune effectue un lent et long strip-tease qui se termine par une morsure de vampire. Si le public est captivé et excité par cet effeuillage, Linda est perturbée par cette femme sensuelle qui n'est d'autre que celle qui lui fait l'amour dans ses rêves érotiques. Le lendemain, elle rencontre la comtesse Nadine Carody, l'héritière du comte Dracula, et se rend compte qu'elle est celle qui hante ses nuits mais aussi la strip-teaseuse du night-club. Comme dans ses fantasmes, Linda succombe à ses charmes et Nadine en profite pour la mordre lors de leurs ébats lesbiens. Vampirisée, Linda perd le sens de la réalité. Après avoir découvert le corps sans vie de Nadine dans sa piscine, elle est aussitôt internée dans la clinique du docteur Seward où Agra, une autre pensionnaire, est déjà sous la domination toxique et psychique de Nadine. Possédée et envoûtée, Linda est incapable de se libérer de l'emprise de la reine vampire qui la pousse à revenir dans son château.
La comtesse oblige son serviteur Morpho à étrangler le docteur Seward qui voulait devenir un vampire. De son côté, Linda est enlevée et séquestrée par Mehmet, un garçon d'hôtel fétichiste, pervers, tueur et sado-masochiste. Elle le tue et rejoint aussitôt Nadine. Celle-ci se meurt, faute de sang frais. Pensant se libérer de son maléfice, Linda la mord puis lui enfonce une longue aiguille dans son œil, un conseil donné par Seward qui pourrait mettre fin à l'emprise. Alors que Morpho se donne la mort, le petit ami de Linda, Omar, et le psychiatre de cette dernière, Steiner, arrivent au château pour retrouver Linda qui semble avoir absorbé la personnalité de Nadine morte... Mais Omar tente de la réconforter en lui expliquant que tout ce qu'elle a vécu n'était qu'un rêve.

## Fiche technique
- Titre espagnol : Las vampiras
- Titre français : Vampyros Lesbos
- Titre français alternatif : Sexualité Spéciale
- Réalisation : Jesús Franco (sous le nom de « Franco Manera »)
- Scénario : Jesús Franco et Jaime Chávarri, d'après Dracula de Bram Stoker
- Décors : Klaus Meyenberg
- Montage : Clarissa Ambach
- Musique : Siegfried Schwab et Manfred Hübler
- Photographie : Manuel Merino
- Production : Artur Brauner et Karl Heinz Mannchen
- Sociétés de production : Fenix Films et Teleciné Films
- Pays d'origine :  Allemagne de l'Ouest /  Espagne
- Langue originale : allemand
- Format : couleur - 1,66:1 - Mono - 35 mm
- Genre : érotique, horreur
- Durée : 89 minutes (la version argentine compte deux minutes supplémentaires)
- Dates de sortie :
  -  Allemagne de l'Ouest : 15 juillet 1971
  -  France : 26 novembre 1973
  -  Espagne : 27 mai 1974

Interdit aux moins de 18 ans

## Distribution
- Soledad Miranda (sous le nom de « Susann Korda ») : La comtesse Nadine Carody / La vampiresse
- Ewa Strömberg (sous le nom d'« Ewa Stromberg ») : Linda Westinghouse
- Dennis Price : Dr Alwin Seward
- Paul Müller : Dr Steiner
- Heidrun Kussin : Agra
- Andrés Monales (sous le nom de « Viktor Feldmann ») : Omar
- José Martínez Blanco : Morpho
- Michael Berling : l'assistant du Dr Seward
- Jesús Franco : Mehmet
- Beni Cardoso : la morte

## Commentaires
Ce film baigne dans une atmosphère néo-cubiste, de par ses images d'une grande beauté et de sa musique omniprésente signée Siegfried Schwab et Manfred Hubler. Il s'inscrit parmi les réussites du réalisateur. L'érotisme n'est jamais superflu et apporte, au même titre que les quelques scènes de violence, une atmosphère au film. Ce film n'aurait pas été réédité en France en DVD, mais il existe une version allemande sous-titrée français disponible en Belgique chez Boomrang Pictures. La BO du film de Siegfried Schwab et de Manfred Hubler, intitulée Vampiros Lesbos, Sexadelic Dance Party est disponible en vinyle et en CD. Un CD hommage baptisé the spirit of vampyros lesbos composé de reprises électro de la BO est également sorti dans les années 1990.
La musique comprend des morceaux de deux disques 33 tours d'illustration sonore, sexedelic et psychedelic dance party, composés en 1969 par Siegfried Schwab et Manfred Hubler, sous le nom du groupe fictif : The Vampires' Sound Incorporation. Ces deux albums ont été édités uniquement en Allemagne, en 1970 par le label Metronome (référence catalogue n° MLP15408 ) pour sexedelic, et en 1969 sur le label Mercury International (référence catalogue n° MPY 134615 ) pour Psychedelic dance party. Le morceau The Lions and the Cucumber a aussi été utilisé pour le film Jackie Brown, de Quentin Tarantino.